# Rödbrun nattskärra
Rödbrun nattskärra (Antrostomus rufus) är en fågel i familjen nattskärror.

## Utbredning och systematik
Rödbrun nattskärra delas in i fem underarter:
- rufus-gruppen
  - A. r. rufus – i södra Venezuelas anslutning till Guyana och norra centrala Brasilien
  - A. r. rutilus – från södra Brasilien till östra Bolivia, Paraguay och nordöstra Argentina
  - A. r. saltarius – i  nordvästra Argentina och sydöstra Bolivia
- A. r. otiosus – på St Lucia (Lesser Antilles)
- A. r. minimus – från sydöstra Costa Rica och Panama till Colombia och Venezuela, Coiba Island

Arten placerades tidigare i Caprimulgus men genetiska studier visar att den står närmare Phalaenoptilus och Nyctiphrynus.

## Status och hot
Arten har ett stort utbredningsområde, men tros minska i antal, dock inte tillräckligt kraftigt för att den ska betraktas som hotad. Internationella naturvårdsunionen IUCN listar arten som livskraftig (LC). Beståndet uppskattas till i storleksordningen fem till 50 miljoner vuxna individer.